# Kruševica (rijeka)
Kruševica je najsnažnija desna pritoka Vrbanje. Duga je oko 14 km. Veće desne pritoke su joj Diklanski i Veliki Breski potok, te Sirovac, a lijeve: Veliki Jankovac i Tovilovića potok. Njene dvije čelenke (Vilenski i Grebenski potok) izviru na sjeveroistočnim padinama planine Očauš, na ekspoziciji prema Borju, (na oko 950 m n/v).
Značajnije desne pritoke su joj Diklanski i Veliki Breski potok, Mali Mrđin potok,  Sirovac, Uzlomac, Slatki potok i Rasova, a lijeve: Stevanovina,  Veliki Jankovac, Đukin do, Lauška rijeka i Vaganjski potok.  Na njima je (sve do 60-tih godina XX stoljeća) bilo čak oko 40 vodenica.
Na južnom planinskom lancu Rogljuša – Trnjić njive – Plane je razvođe Kruševice i Maljevske rijeke (također pritoke Vrbanje), a na sjeverozapadnom lancu Omac – Jezero – Gejevi je njena vododijelnica s Malom Usorom (sliv Bosne).
Kruševica protječe kroz Maslovare, a u matičnu rijeku se ulijeva u Obodniku, pri odvojku regionalne alne ceste (R-440)za Šiprage i Kruševo Brdo,  od magistralne ceste M-4 (Banjaluka –– Kotor-Varoš – Teslić – Matuzići – Doboj). U Matuzićima je ulaz na magistralnu cestu M-17.